# 범어사 목조팔각불감
부산 범어사 목조팔각불감(釜山 梵魚寺 木造八角佛龕)은 부산 범어사에 있는 불감이다. 2016년 11월 23일 부산광역시의 유형문화재로 지정되었다.

## 지정 사유
목조팔각불감은 개인의 호신불 또는 원불로 모시거나 인법당에 봉안하기 위해 조성되는 櫃 형태의 불감이다. 전체적으로 팔각을 기본형으로 하여 足部와 身部, 蓋部로 제작되어 있으며 외부 표면에는 검게 옻칠이 되어 있다. 몸체 앞면에는 문을 여닫게 고안된 두 짝의 문이 있으며 족부는 전통 목가구에 흔히 사용되는 족통과 운각형태로 마감하였다. 특히 문짝 앞면에는 문을 잠그기 위해 황동으로 제작된 약과형 앞바탕을 이중 화형으로 조합하여 여기에 국화동자못과 배목 및 뻗침대가 있으며, 또한 측면에는 문짝을 여닫을 수 있도록 약과형경첩이 상하에 부착되어 있다. 특히 앞면 양쪽 가장자리에는 일정한 간격으로 금박 장식하였던 흔적이 있고, 내부의 경우 봉안되어 있었던 주존상을 결실한 채 비어있는 상태이며, 내부 표면에는 옻칠과 금칠 및 주칠 등을 차례로 칠하였다. 그러나 낙수면이 2단 형식을 취한 옆으로 긴 팔각형 지붕의 내부 천장에는 구름 속에서 얼굴을 내민 용을 조각한 후 안료로 화려하게 채색하고 있는데 그 조각수법이 마치 불전의 운궁형 닫집과 같은 형태의 보개를 표현하였다. 또한 좌우 문짝의 내부에는 圓刻에 가까운 상반신이 나형인 인왕상들이 눈을 부릅뜨고 입을 꾹 다문 채 권법자세를 취하고 있다.
불감의 형태와 조각수법이 17세기에 제작된 것으로 조선시대에 제작된 불감은 현존 예가 드문 좋은 자료일 뿐만 아니라 비록 주존상을 결실하고 있지만 인왕상 및 보개 부분의 조각에서 뛰어난 조각의장을 보여주고 있다. 따라서 범어사 목조팔각불감은 조선후기 불감의 양식을 파악할 수 있는 귀중한 유물이다.